# 마쓰다 미치코
마쓰다 미치코(일본어: 松田 理子, 1966년 10월 26일 ~ )는 일본의 은퇴한 여자 축구 선수이다.

## 국가대표팀 경력
그녀는 1981년 9월 6일 잉글랜드과의 경기에서 일본 국가대표팀에 데뷔했다. 1986년과 1991년 AFC 여자 축구 선수권 대회 준우승, 1990년 아시안 게임 은메달 획득에 기여했으며 1991년 FIFA 여자 월드컵에도 출전했다. 그녀는 1991년까지 국제 A매치 45경기에 출전해서 10득점을 넣었다.

## 통계
| 일본 | 일본 | 일본 |
| 연도 | 출전 | 득점 |
| ---- | ---- | ---- |
| 1981 | 1    | 0    |
| 1982 | 0    | 0    |
| 1983 | 0    | 0    |
| 1984 | 3    | 2    |
| 1985 | 0    | 0    |
| 1986 | 10   | 3    |
| 1987 | 4    | 0    |
| 1988 | 2    | 0    |
| 1989 | 9    | 1    |
| 1990 | 5    | 2    |
| 1991 | 11   | 2    |
| 통산 | 45   | 10   |